# Поза ембріона

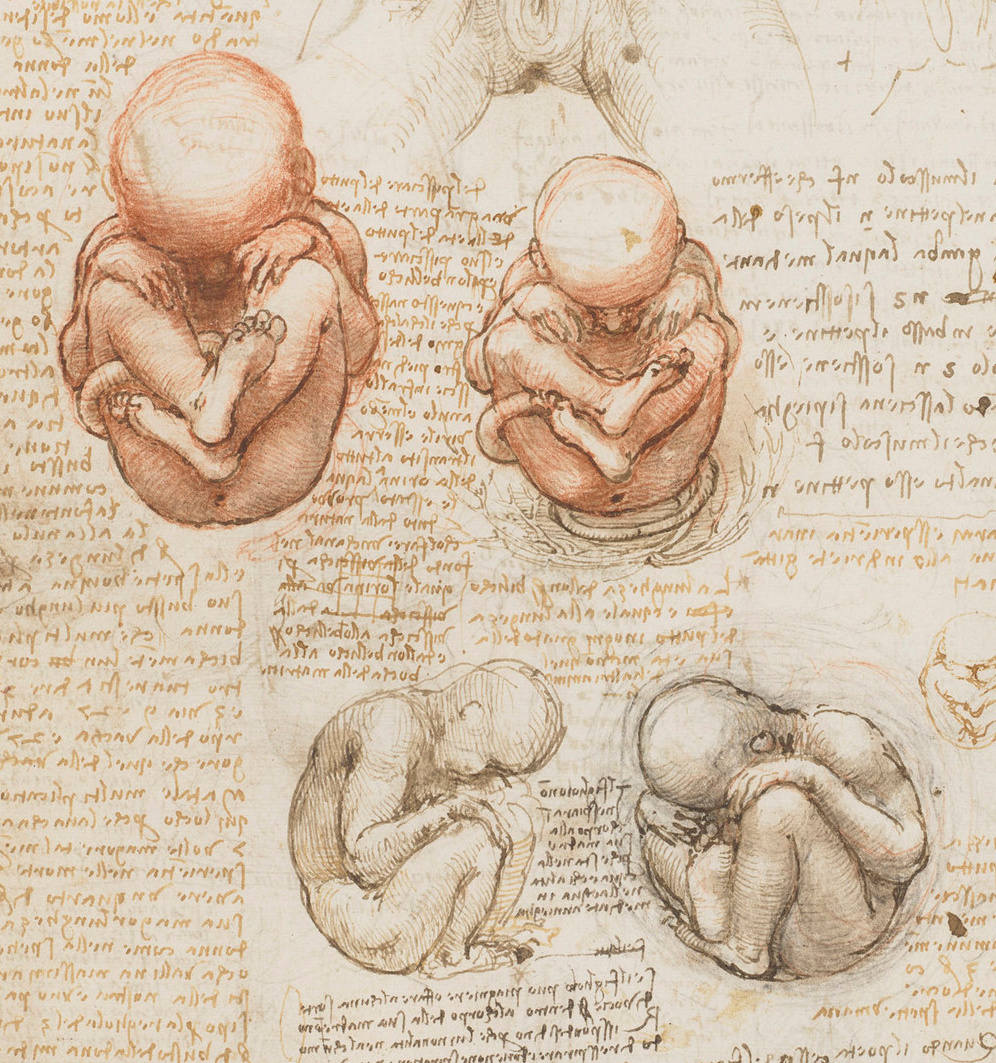
«Вид плода в утробі матері», Леонардо да Вінчі, бл. 1510–1512.

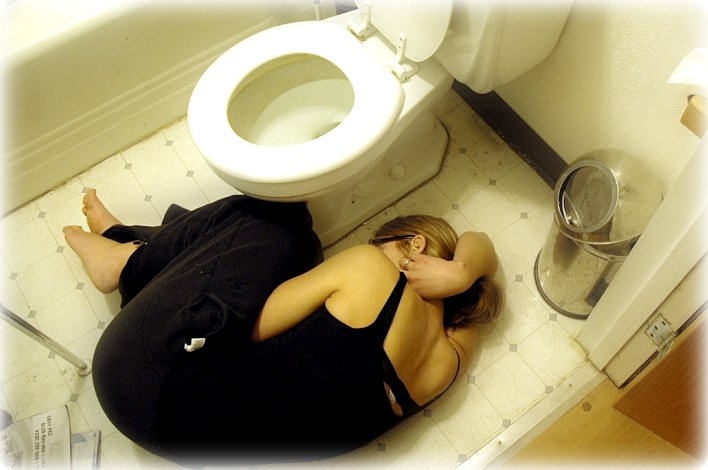
Жінка у позі ембріона.

Поза ембріона — положення тіла, подібне до пози плоду під час його внутрішньоутробного розвитку. У цьому положенні спина зігнута, голова нахилена, а кінцівки зігнуті і підтягнуті до тулуба. Така компактна форма характерна для внутрішньоутробного розвитку ссавців, зокрема людини, і зберігається у деяких новонароджених після пологів. У позі ембріона тулуб вигинається таким чином, що утворює опуклу дугу, яка нагадує форму букви «C» або півмісяця, при цьому голова нахилена до грудей, руки зігнуті та підібрані до обличчя, а ноги зігнуті в колінах і підтягнуті до живота.
Дорослі люди часто приймають аналогічну позу під час сну, особливо в холодну пору, або в стресових ситуаціях як оборонну реакцію. Також позиція відома як одна з технік при панічних атаках і абстинентному синдромі.
В культурі цю позу часто пов'язують із безпекою та поверненням до первинного дитячого стану. Окрім того, фетальна поза часто трактуються як механізм самозаспокоєння: тіло займає закриту, «захисну» форму, що сприяє почуттю безпеки під час стресу або втоми. 
Деякі культури практикували поховання померлих у позі ембріона, що символізувало повернення людини у «внутрішньоутробний» стан або циклічність народження й смерті.
Експерти з поведінки ведмедів радять зігнутися в позу ембріона, щоб прикрити голову й утруднити доступ до життєво важливих органів .